# Jan Schoonhoven
Jan Schoonhoven, né le 26 juin 1914 à Delft et mort le 31 juillet 1994 dans la même ville, est un peintre et sculpteur néerlandais.

## Biographie
Jan Schoonhoven naît le 26 juin 1914 à Delft. Il étudie à l'Académie des beaux-arts de La Haye de 1930 à 1934.
À la fin des années 1930, sa peinture est influencée par l'expressionnisme allemand. À la fin des années 1940 et jusqu'en 1951, il réalise des œuvres abstraites à l'encre et à l'aquarelle qui rappellent Paul Klee, comme dans Lumière et ombre. De 1946 à 1979 il est fonctionnaire au service des Postes néerlandaises. En 1949 a lieu sa première exposition solo au Arts Center à La Haye. Au début des années 50, il prend contact avec les artistes de Cobra.
Son évolution le conduit vers la peinture de l'école de Paris et le paysagisme abstrait. À partir de 1957 il pratique un tachisme particulièrement radical. La même année il fonde, avec Armando, Henk Peeters, Jan Henderikse et Kees Van Bohemen, le groupe néerlandais "informel" et, en 1960, le Groupe NUL.
En 1967 il obtient un deuxième prix à la Biennale de São Paulo et participe à la Word Fair à Montréal. L'année suivante il expose à documenta 4 à Cassel. En 1972/1973 ont lieu les expositions solo majeures au Abteiberg Museum, Mönchengladbach et à la Hamburg Kunsthalle. Il participe en 1977 à documenta 6 à Cassel et, en 1981, à l'exposition "Westkunst" à Cologne.
Il obtient en 1984 le prix David Röell. En 1989 une rétrospective lui est consacrée au Stedelijk Museum à Amsterdam.
Jan Schoonhoven meurt le 31 juillet 1994 dans sa ville natale.